# Machulince
Machulince (deutsch Mahulintz, ungarisch Maholány) ist eine Gemeinde in der West-Mitte der Slowakei mit 1087 Einwohnern (Stand 31. Dezember 2024), die zum Kreis Okres Zlaté Moravce, einem Teil des Nitriansky kraj, gehört und in der traditionellen Landschaft Tekov liegt.

## Geographie
Die Gemeinde befindet sich im Nordostteil des Hügellands Žitavská pahorkatina, einem Teil des größeren Donauhügellands, am Fuße des Gebirges Pohronský Inovec. Zudem liegt sie an der oberen Žitava, deshalb trägt die umliegende Landschaft den Namen Horné Požitavie (deutsch etwa Oberes Žitava-Tal). Das Ortszentrum liegt auf einer Höhe von 241 m n.m. und ist vier Kilometer von Zlaté Moravce sowie 33 Kilometer von Nitra entfernt.
Nachbargemeinden sind Hostie im Norden, Obyce im Nordosten und Osten, Žitavany im Süden und Topoľčianky im Westen.

## Geschichte
Machulince wurde zum ersten Mal 1275 als Mohala schriftlich erwähnt, als Ladislaus IV. den Ort an das Herrschaftsgebiet der Burg Barsch übertrug. 1388 kam er zum Herrschaftsgebiet der Burg Hrušov, teilweise war das Dorf zudem im Besitz des Benediktinerklosters von Hronský Beňadik. Einige Namen aus der frühen Neuzeit sind Mahwlencze (1564) und Mahwlincz (1600). Während der Türkenkriege war Machulince gegenüber den Osmanen tributpflichtig, wie zum Beispiel im Jahr 1564, als eine Steuer von 3½ Porta fällig war. 1600 gab es 15 versteuerte Häuser, ein Jahr später schon 21 Häuser und eine Mühle. 1643 wurde Machulince von den Osmanen in Mitleidenschaft gezogen. 1720 wohnten im Dorf 20 Steuerpflichtige, 1828 zählte man 50 Häuser und 326 Einwohner.
Bis 1918 gehörte der im Komitat Bars liegende Ort zum Königreich Ungarn und kam danach zur Tschechoslowakei beziehungsweise heute Slowakei.

## Bevölkerung
| Jahr                | 1994 | 2004    | 2014    | 2024    |
| ------------------- | ---- | ------- | ------- | ------- |
| Anzahl der Personen | 988  | 1037    | 1126    | 1087    |
| Unterschied         |      | +4,95 % | +8,58 % | −3,46 % |

| Jahr                | 2023 | 2024    |
| ------------------- | ---- | ------- |
| Anzahl der Personen | 1090 | 1087    |
| Unterschied         |      | −0,27 % |

Gemäß der Volkszählung 2011 wohnten in Machulince 1043 Einwohner, davon 1024 Slowaken und 5 Tschechen. 14 Einwohner machten keine Angabe zur Ethnie.
948 Einwohner bekannten sich zur römisch-katholischen Kirche, jeweils 4 Einwohner zur Evangelischen Kirche A. B. und zur Pfingstbewegung, 2 Einwohner zu den Zeugen Jehovas und 1 Einwohner zum Bahaitum; 2 Einwohner bekannten sich zu einer anderen Konfession. 45 Einwohner waren konfessionslos und bei 37 Einwohnern wurde die Konfession nicht ermittelt.

## Bauwerke
- Kapelle im klassizistischen Stil aus dem Jahr 1833